# Monsieur Claude und seine Töchter
Monsieur Claude und seine Töchter (französisch Qu’est-ce qu’on a fait au Bon Dieu? ‚Was haben wir dem lieben Gott getan?‘) ist eine französische Filmkomödie des Regisseurs und Drehbuchautors Philippe de Chauveron aus dem Jahr 2014. Im Jahr 2019 inszenierte de Chauveron auch die Fortsetzung Monsieur Claude 2, für die alle Darsteller zurückkehrten. Der dritte Teil Monsieur Claude und sein großes Fest wurde erstmals im Dezember 2021 aufgeführt.

## Handlung
Claude und Marie Verneuil aus Chinon sind stolze Eltern von vier erwachsenen Töchtern. Zum Leidwesen von Claude, einem Notar und bekennenden konservativen Gaullisten, heirateten drei seiner Töchter keine katholischen Franzosen. Die älteste Tochter Odile ist mit dem erfolglosen jüdischen Geschäftsmann David liiert, Isabelle hat sich mit dem algerischstämmigen muslimischen Rechtsanwalt Rachid vermählt, und Ségolène ist Ehefrau des chinesischstämmigen Bankers Chao Ling. Claudes letzte Hoffnung, doch noch einen standesgemäßen Schwiegersohn zu bekommen, ruht nun auf der jüngsten Tochter Laure. Stets wenn Familienfeiern anstehen, überkommen die Verneuils ihre Vorurteile gegenüber den Schwiegersöhnen, etwa anlässlich der Beschneidung von Claudes Enkel Benjamin. Auch die Schwiegersöhne hegen gegeneinander Vorurteile.
Frieden scheint erst einzukehren, als Claude und Marie ihre Töchter und Schwiegersöhne einladen, Weihnachten gemeinsam auf ihrem Anwesen zu verbringen. Dort entschuldigt sich der Schwiegervater, wodurch auch David, Rachid und Chao zusammenfinden. Schließlich begleiten sie sogar die Familie zur katholischen Messe.
Kurz vor der Abreise eröffnet die vierte Tochter Laure ihren Eltern, dass sie beabsichtigt, einen katholischen Schauspieler namens Charles zu heiraten. Die anfängliche Freude von Claude und Marie weicht Entsetzen, als sich der zukünftige Schwiegersohn als Schwarzer von der Elfenbeinküste entpuppt. Da Claudes Schwiegersöhne neuen Streit befürchten, versuchen sie, die Heirat zu hintertreiben, indem sie Charles beschatten und kompromittierende Bilder mit einer Schwarzen machen, bei der es sich allerdings um dessen Schwester Viviane handelt. Als Marie ihre Vorurteile überwindet und sich an den Hochzeitsvorbereitungen aktiv beteiligt, droht Claude mit der Scheidung, was Laures Schwestern in helle Aufregung versetzt.
Laures zukünftiger Schwiegervater André entpuppt sich als Pendant zu Claude. Der ehemalige Offizier ist voller Vorurteile gegenüber den Weißen im Allgemeinen und den ehemaligen französischen Kolonialherren im Speziellen. Demonstrativ reist er, der sonst stets Anzug trägt, im traditionellen afrikanischen Gewand Boubou an. Zusammen mit Claude versucht er, die Hochzeit zu verhindern. Bei einer Angelpartie am Vortag der Hochzeit feiern Claude und André den Fang eines kapitalen Fisches in einem Restaurant mit einer Flasche Calvados und fangen an, sich zu respektieren. Schließlich werden die beiden Betrunkenen von der Gendarmerie in Gewahrsam genommen. Die verzweifelte Laure will die Hochzeit platzen lassen und besteigt den Zug nach Paris, wird jedoch von Claude und André aufgehalten und zu ihrem in der Kirche wartenden Charles gebracht.

## Entstehung und Veröffentlichung
Gedreht wurde in Paris, Chinon, im Justizpalast in Bobigny und im Flughafen in Abidjan in der Elfenbeinküste. Die Kirchenszenen wurden in der Kapelle des Waisenhauses Saint-Philippe in Meudon gedreht.
Die Erstaufführung in Frankreich erfolgte am 16. April 2014. Der Film war mit über 12 Millionen Besuchern allein in Frankreich ein Publikumserfolg. Nach dem Filmstart in Deutschland durch den Verleih Neue Visionen am 24. Juli 2014 sahen ihn dort bis Jahresende fast vier Millionen Besucher. Der Film sicherte den Produzenten Einnahmen von insgesamt 174,1 Millionen US-Dollar.
| Land          | Startdatum    | Besucher   |
| ------------- | ------------- | ---------- |
| Frankreich    | 16. Apr. 2014 | 12.353.181 |
| Deutschland   | 24. Juli 2014 | 3.769.180  |
| Spanien       | 19. Dez. 2014 | 1.056.000  |
| Schweiz       | 16. Apr. 2014 | 494.542    |
| Belgien       | 16. Apr. 2014 | 420.000    |
| Österreich    | 25. Juli 2014 | 393.000    |
| Italien       | 5. Feb. 2015  | 356.425    |
| Südkorea      | 16. Okt. 2014 | 190.384    |
| Kanada        | 1. Aug. 2014  | 152.000    |
| Griechenland  | 5. Juni 2014  | 126.000    |
| Polen         | 14. Nov. 2014 | 100.000    |
| Portugal      | 24. Juli 2014 | 62.561     |
| Niederlande   | 26. Juni 2014 | 58.546     |
| Russland      | 17. Juli 2014 | 57.718     |
| Tschechien    | 23. Okt. 2014 | 52.626     |
| Schweden      | 17. Okt. 2014 | 48.687     |
| Libanon       | 19. Juni 2014 | 42.095     |
| Rumänien      | 14. Nov. 2014 | 20.000     |
| Marokko       | 23. Apr. 2014 | 19.961     |
| Türkei        | 22. Aug. 2014 | 11.708     |
| Slowenien     | 5. Sep. 2014  | 8.957      |
| Slowakei      | 23. Okt. 2014 | 7.827      |
| Mauritius     | 28. Mai 2014  | 2.200      |
| Aserbaidschan | 17. Juli 2014 | 700        |
| Insgesamt     |               | 19.804.298 |

## Besetzung und Synchronisation

Die Hauptdarsteller beim Filmfestival von Cannes 2014
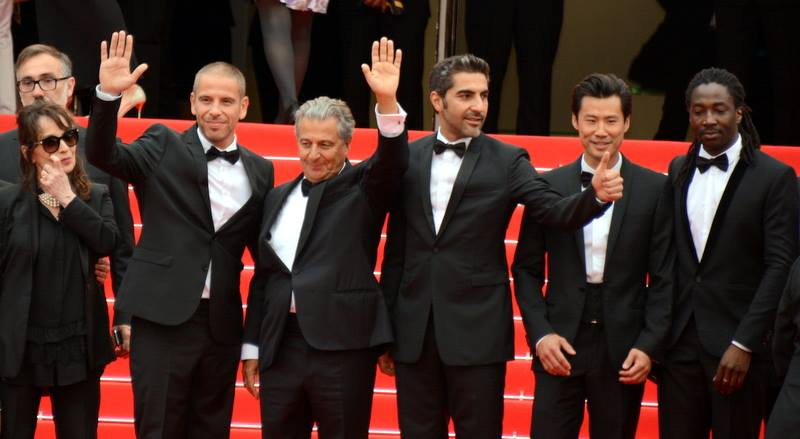
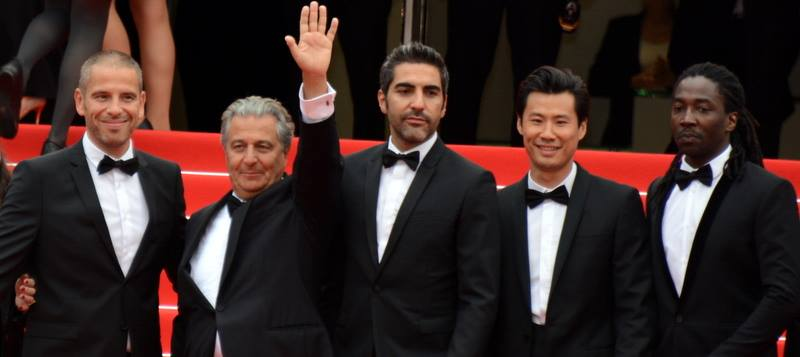
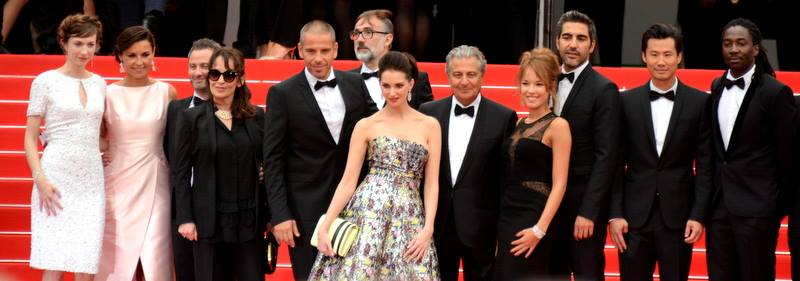
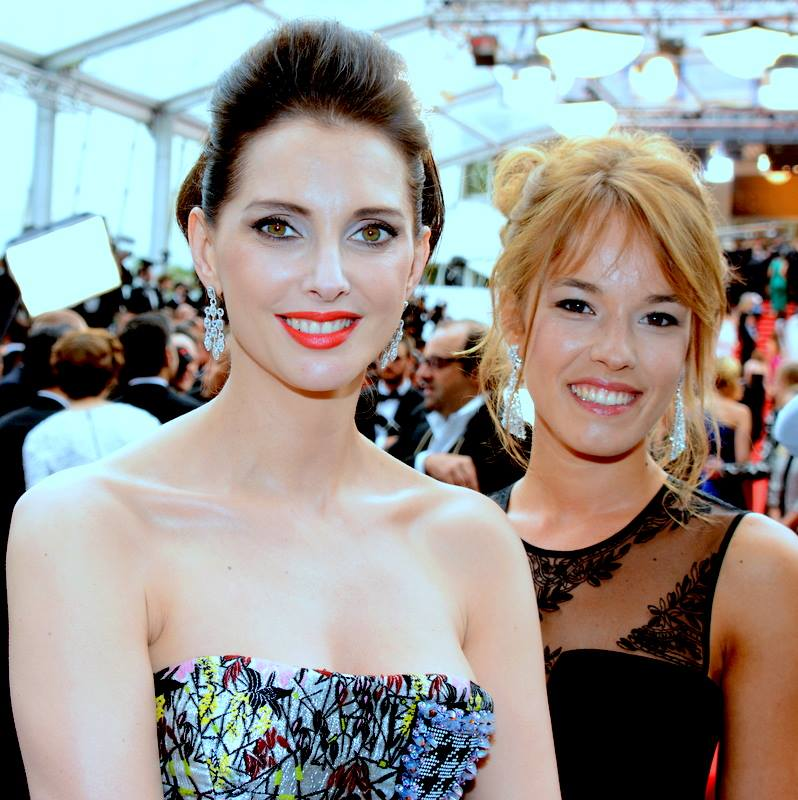
Frédérique Bel und Élodie Fontan
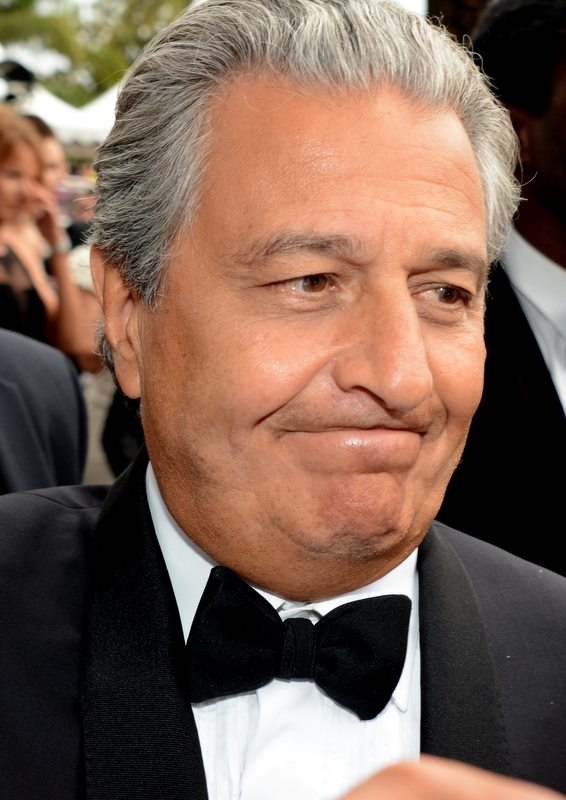
Christian Clavier
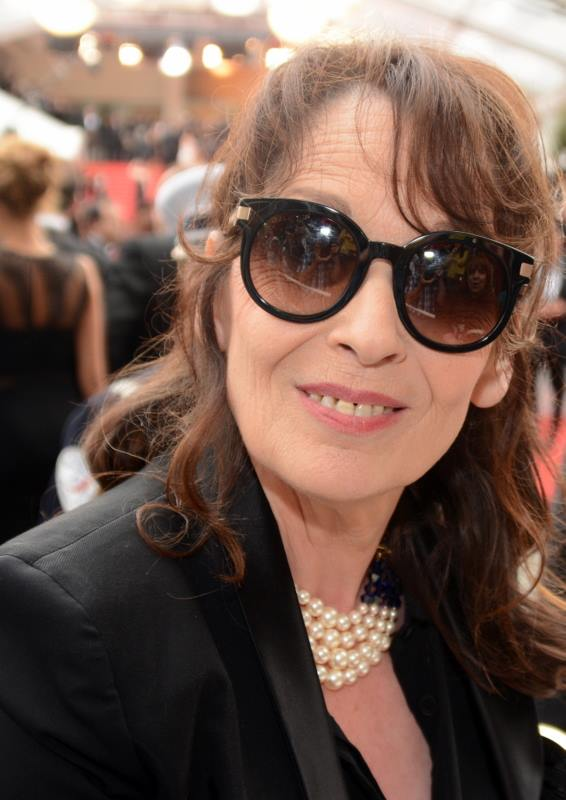
Chantal Lauby

Die deutsche Synchronisation übernahm die TaunusFilm Synchron GmbH in Berlin. Die Dialogregie führte Monica Bielenstein. Das Dialogbuch stammte von Regina Kette.
| Figur                      | Darsteller        | Deutscher Sprecher |
| -------------------------- | ----------------- | ------------------ |
| Claude Verneuil            | Christian Clavier | Michael Pan        |
| Marie Verneuil             | Chantal Lauby     | Marina Krogull     |
| David Benichou             | Ary Abittan       | Jaron Löwenberg    |
| Odile Benichou Verneuil    | Julia Piaton      | Melanie Pukaß      |
| Rachid Benassem            | Medi Sadoun       | Jan-David Rönfeldt |
| Isabelle Benassem Verneuil | Frédérique Bel    | Magdalena Turba    |
| Chao Ling                  | Frédéric Chau     | Leonhard Mahlich   |
| Ségolène Ling Verneuil     | Émilie Caen       | Alexandra Wilcke   |
| Charles Koffi              | Noom Diawara      | Julien Haggége     |
| Laure Verneuil             | Élodie Fontan     | Kaya Marie Möller  |
| André Koffi                | Pascal N’Zonzi    | Uli Krohm          |
| Madelaine Koffi            | Salimata Kamate   | Arianne Borbach    |
| Viviane Koffi              | Tatiana Rojo      | Julia Kaufmann     |
| Priester                   | Loïc Legendre     | Christian Gaul     |
| Psychologe                 | Élie Semoun       | Robert Glatzeder   |

## Rezeption
Einige französische Zeitungen druckten positive Rezensionen, z. B. Le Parisien, Le Journal du Dimanche, Le Nouvel Observateur, Le Point und Libération.
Eine Rezensentin des Le Figaro schrieb, einige Stellen seien urkomisch; anderen fehle es an Leichtigkeit. In Deutschland und Österreich, wo der Film durch das Publikum positiv aufgenommen wurde, monierte die Presse, dass es dem Film an Ernsthaftigkeit mangle, er es sich „von Anfang an zu leicht mache“ (FAZ) und von den „realen Problemen des Le-Pen-Frankreich in der allzu gutmeinenden Komödie nichts zu sehen“ sei (Der Standard). Auch von verharmlostem Rassismus ist die Rede: „Der Film gibt sich als Plädoyer für Toleranz und Vielfalt, seine Figuren verbreiten aber bei genauem Hinschauen […] eine gefährlich verharmlosende Botschaft“ (epd Film).
| Preis / Film Festival      | Kategorie                | Empfänger                             | Ergebnis  |
| -------------------------- | ------------------------ | ------------------------------------- | --------- |
| 29. Goya                   | Bester europäischer Film |                                       | Nominiert |
| 28. Europäischer Filmpreis | Publikumspreis           |                                       | Nominiert |
| 20. Prix Lumières          | Bestes Drehbuch          | Philippe de Chauveron und Guy Laurent | Gewonnen  |

## Bühnenfassung
Vom deutschen Regisseur Stefan Zimmermann wurde nach dem Film ein Bühnenstück verfasst. Die Uraufführung fand am 8. September 2016 an den Kammerspielen der Josefstadt in Wien statt. Die Erstaufführung in Deutschland folgte am 2. November 2017 im St. Pauli Theater in Hamburg. In der Schweiz wurde die Komödie erstmals am 5. November 2018 am Häbse-Theater in Basel aufgeführt.
Auch der Film Monsieur Claude 2 fand den Weg auf die Bühne, wobei sich wiederum Stefan Zimmermann für die Bühnenfassung verantwortlich zeigte. Die Uraufführung fand am 29. September 2021 am St. Pauli Theater statt.

## Belege und weiterführende Informationen
1. ↑   Freigabebescheinigung für Monsieur Claude und seine Töchter. Freiwillige Selbstkontrolle der Filmwirtschaft, Mai 2014 (PDF; Prüfnummer: 145 160 K).
2. ↑  Alterskennzeichnung für Monsieur Claude und seine Töchter. Jugendmedienkommission.
3. ↑  Filming & Production. In: Internet Movie Database. Abgerufen am 18. Januar 2020.
4. 1 2  Jpbox-office.com; France „Qu’est-ce qu’on a fait au Bon Dieu?“
5. ↑  Top 100 Deutschland 2014. In: Insidekino. Abgerufen am 14. Dezember 2014.
6. ↑  Nancy Tartaglione und David Bloom: ‘Transformers 4’ Tops 2014’s 100 Highest-Grossing International Films – Chart. In: deadline.com. 10. Januar 2015, abgerufen am 10. Januar 2015.
7. ↑  CBO-Boxoffice.com, Filmseite „Qu’est-ce qu’on a fait au Bon Dieu?“
8. ↑  Insidekino.de 2014
9. ↑  Plus d’un million de spectateurs pour ¿PERO QUÉ TE HEMOS HECHO? (Memento vom 28. September 2015 im Internet Archive) auf Acontracorrientefilms.com, abgerufen am 21. Februar 2015.
10. ↑  Procinema.ch, Filmdatenbank: Monsieur Claude und seine Töchter
11. 1 2 3  Succès à l’international auf Unifrance.org, abgerufen am 6. November 2014.
12. 1 2 3  Box-office des films français novembre 2014 auf Unifrance.org, abgerufen am 31. Dezember 2014.
13. ↑  Le cinéma en Chiffre en Italie auf Cinetel.it, abgerufen am 21. Februar 2015.
14. ↑  Box-office Sud-Coréen auf Koreanfilm.or, abgerufen am 30. November 2014.
15. ↑  Cinema.sapo.pt ; Box-office Top 10 semaine, abgerufen am 13. September 2014.
16. 1 2 3 4 5 6 7  Boxofficemojo : Box-office du film à 8,36 dollars le ticket moyen (estimation basse), abgerufen am 9. Oktober 2014.
17. ↑  Box-office Russie week-end 28 au 31 août 2014 auf Kinometro.ru, abgerufen am 9. Oktober 2014.
18. ↑  Box-office Top 30 Maroc ; premier semestre 2014 (PDF; 225 kB) auf Ccm.ma, abgerufen am 4. Juli 2014.
19. ↑  Orange ; Île Maurice (Memento vom 29. September 2015 im Internet Archive), abgerufen am 9. Oktober 2014.
20. ↑  Parkcinéma Azerbaïdjan (Memento vom 28. September 2015 im Internet Archive)
21. ↑  28Cinema Azerbaïdjan (Memento vom 28. September 2015 im Internet Archive), abgerufen am 9. Oktober 2014.
22. 1 2  Besetzung und Crew für Monsieur Claude und seine Töchter. Internet Movie Database, abgerufen am 24. Juli 2014.
23. ↑  Monsieur Claude und seine Töchter. In: Deutsche Synchronkartei. Abgerufen am 25. Juli 2014.
24. ↑  Déjà 5 millions d’entrées. In: Le Parisien
25. ↑  Qu’est-ce qu’on a fait au Bon Dieu ? (Memento des Originals vom 27. April 2014 im Internet Archive)  Info: Der Archivlink wurde automatisch eingesetzt und noch nicht geprüft. Bitte prüfe Original- und Archivlink gemäß Anleitung und entferne dann diesen Hinweis. In: Libération
26. ↑  Qu’est-ce qu’on a fait au Bon Dieu ? Quatre mariages et des intolérants (15. April 2014; Rezension: Nathalie Simon)
27. ↑  Eine Multikultimodellfamilienkomödie In: FAZ. 23. Juli 2014, abgerufen am 2. September 2014
28. ↑  Heiraten hilft gegen Ressentiments. In: Der Standard 23. Juli 2014, abgerufen am 2. September 2014
29. ↑  Silvia Hallensleben: Monsieur Claude und seine Töchter, auf epd-film.de, abgerufen am 19. November 2014
30. ↑  Monsieur Claude und seine Töchter – Zimmermann, Stefan / Chauveron, Philippe de / Laurent, Guy. Abgerufen am 25. Februar 2023.
31. ↑  Kontakt Kanton Basel-Stadt Regierungsrat Adresse Rathaus, Marktplatz 9: Unterstützung durch den Swisslos-Fonds. Abgerufen am 25. Februar 2023.
32. ↑  st-pauli: Monsieur Claude 2 | St. Pauli Theater. 8. November 2021, abgerufen am 25. Februar 2023 (deutsch).